# Disarm
"Disarm" é uma canção escrita por Billy Corgan, gravada pela banda The Smashing Pumpkins.
É o terceiro single do segundo álbum de estúdio lançado a 27 de Julho de 1993 Siamese Dream.

## Desempenho nas paradas musicais
| Parada musical (1994)                       | Posições |
| ------------------------------------------- | -------- |
| Estados Unidos - Alternative Songs          | 8        |
| Estados Unidos - Hot Mainstream Rock Tracks | 5        |
| Reino Unido - UK Singles Charts             | 11       |